# Un novio para mi mujer
Un novio para mi mujer es una película de comedia argentina estrenada el 14 de agosto de 2008, guionada por Pablo Solarz (Historias mínimas, Me casé con un boludo, El último traje) y dirigida por Juan Taratuto (¿Quién dice que es fácil? y No sos vos, soy yo). La misma dupla guionista-director se repitió en varias películas.
La película fue un inmenso éxito de taquilla y los derechos del guion fueron vendidos a productoras de varios países.

## Argumento
Diego El Tenso Polski (Adrián Suar) no sabe cómo enfrentar a su mujer, Andrea la Tana Ferro (Valeria Bertuccelli), para decirle que se quiere separar, ya que la relación se le hace insostenible debido al terrible carácter de ella. "La Tana" vive constantemente malhumorada: si no protesta por el tiempo, es por el gobierno; si no es por los vecinos, es por los jóvenes, o por los jubilados… o por lo que sea.
Carlos, amigo del "Tenso", le sugiere invertir el problema… y provocar que la Tana lo abandone a él. ¿Cómo? Recurrir al Cuervo Flores (Gabriel Goity), un seductor irresistible que cautivará a su mujer hasta el enamoramiento para que por fin el Tenso encuentre la solución a sus problemas.

## Reparto
- Adrián Suar como Diego “El Tenso” Polski.
- Valeria Bertuccelli como Andrea “la Tana” Ferro
- Gabriel El Puma Goity como el Cuervo Flores
- Marcelo Xicarte como Carlos
- Luis Herrera como El Negro
- Martín Salazar como  Gabriel
- Oscar Núñez como  Amílcar
- Benjamín Amadeo como Damián Kepelsky
- Mercedes Morán como la voz de Blanca (la psiquiatra)
- Julieta Zylberberg como  María “Mary”
- Violeta Urtizberea como Paola
- Lucía Maciel como  Lorena
- Daniel Casablanca como Marito
- Mario Moscoso como el secretario del juzgado
- Guillermo Francella como empleado de la inmobiliaria (cameo)

El actor Luis Luque fue elegido originalmente para el papel del Cuervo Flores, pero tuvo que abandonarlo debido a una superposición de trabajos en su agenda.[cita requerida]

## Recepción
En las seis semanas posteriores a su estreno fue vista por más de un millón espectadores.

## Comentarios
Mex Faliero opinó en el sitio Fancinema:

”… Valeria Bertucelli...agarra cada monólogo de su personaje La Tana y lo transforma en mortalmente graciosos apuntes sobre la vida en sociedad. Su interpretación ilumina cada pasaje feliz del film, que los hay y varios, rankeando alto aquel en el que esta mina aburrida y pesimista se burla de una conocida en un cumpleaños hablando de los signos del zodíaco y de las coincidencias….Hay algunas ideas desperdigadas por todo el film que carecen de un sentido estético: un flashback en el que el personaje de Suar sale volando no está apoyado en una construcción que haga uso de lo surrealista, ¿qué pasa con el patético personaje de Gabriel Goity que desaparece así sin más?, ese mismo personaje, presentado como si se tratase de un asesino a sueldo, choca una y otra vez con el registro del resto de la película….vemos... un largo flashback sobre los últimos seis meses donde la relación se vino en picada. El intento es, claro está, el de reflejar el fin de una relación. Pero Taratuto nunca logra capturar el pesimismo de esa situación, la desolación y la tristeza de lo que resulta inevitable. Un novio para mi mujer sigue un poco el derrotero de Viviendo con mi ex, aquella oscura y triste película de Peyton Reed con Vince Vaughn y Jennifer Aniston, pero no se anima a dar los pasos que daba aquella. Se podría llegar a afirmar, si me permiten la grosería, que es como Viviendo con mi ex, pero sin huevos.

Belén Gallardo dijo en el sitio web Revistacomunica:

”…una película que presenta más de una desprolijidad o elemento que queda “flojo”, pero que al mismo tiempo es muy exitosa y provoca constantes risas en el espectador…El primer blanco a atacar entre los elementos inconclusos es sin dudas la trama. La película está contada de tal manera que el espectador sale del cine preguntándose “¿pero y qué pasó con…? ¿Qué fue de la vida de…?”. Es decir, se hace uso de tramas secundarias que se abren para apoyar a la principal, pero que luego se abandonan sin una resolución visible…. la película causa gracia y eso es indiscutible. Los textos de Valeria Bertuccelli son inteligentes y su interpretación, de la mano de una actriz hábil para personajes verborrágicos, impecable. Con respecto a Adrián Suar...Evidentemente, el género le queda cómodo….una película comercial argentina en la que se pensó más de dos minutos en el diseño de banda sonora al momento mismo de escribir el guion, y eso ya es mérito importante.”

## Candidaturas y premios
Academia de Artes y Ciencias Cinematográficas de la Argentina. Premios Sur 2008
- Premio a la Mejor Actriz protagónica: Valeria Bertuccelli por su labor en el filme.
- Candidato al Premio al Mejor Actor protagónico: Adrián Suar
- Candidato al Premio al Mejor Actor de reparto: Gabriel Goity

Asociación de Cronistas Cinematográficos de la Argentina. Premios 2009
- Premio Cóndor de Plata al Mejor Actor de reparto: Gabriel Goity
- Candidato al Premio al Mejor Actor protagónico: Adrián Suar
- Candidata al Premio a la Mejor Actriz protagónica: Valeria Bertuccelli
- Candidato a Mejor Guion original: Pablo Solarz

Festival Internacional de Cine de Málaga 2009
- Biznaga de Plata a la Mejor Actriz: Valeria Bertuccelli
- Biznaga de Plata al Mejor Actor: Adrián Suar

Festivalissimo Montreal 2009
- Premio del Jurado a la Mejor Actriz: Valeria Bertuccelli

## Nuevas versiones
El 30 de abril de 2014 se estrenó la versión italiana de esta comedia bajo el nombre de Un fidanzato per mia moglie. El rol de Valeria Bertuccelli lo interpretó la actriz italiana Geppi Cucciari.
También hubo una nueva versión surcoreana titulada All About My Wife (en hangul, 내 아내의 모든 것) y protagonizada por Im Soo-jung y Lee Sol-kyun, que fue muy exitosa y fue vista por más 4,5 millones de espectadores.
Además en febrero de 2016 se estrenó la remake mexicana "Busco novio para mi mujer" protagonizada por Sandra Echeverría interpretando el papel de Valeria Bertuccelli y Arath de la Torre como Adrián Suar.
En mayo del 2017 se estrenó la versión chilena interpretada Javiera Contador y Fernando Larraín.
En julio de 2022 se estrenó la versión española, con el mismo título que la original, protagonizada por Belen Cuesta y Diego Martín.